# 相原萌
相原 萌（あいはら もえ）は、劇団四季所属の日本の舞台女優。東京都出身。

## 来歴
小学生の頃に観た『コーラスライン』をきっかけに俳優を志す。
声楽や演技、クラシックバレエやジャズダンスなどのレッスンを重ね、2011年に四季の研究所に入所。『劇団四季ソング&ダンス The Spirit』で四季の初舞台を踏む。

## 人物
身長171センチメートル。
4人兄妹で、兄が1人、妹が2人いる。うち1人は双子の妹で、同じく劇団四季所属の相原茜。

## 出演作品
- 劇団四季ソング&ダンス The Spirit（ダンスパート）
- キャッツ - ボンバルリーナ 役、ディミータ 役
- コーラスライン - ジュディ 役
- ライオンキング - 女性アンサンブル
- 劇団四季ソング&ダンス65
- ロボット・イン・ザ・ガーデン - リジー 役
- クレイジー・フォー・ユー - ポリー 役